# Niccolò Cacciatore
Niccolò Cacciatore (Casteltermini, 26 gennaio 1770 – Palermo, 28 gennaio 1841) è stato un astronomo italiano.

## Biografia

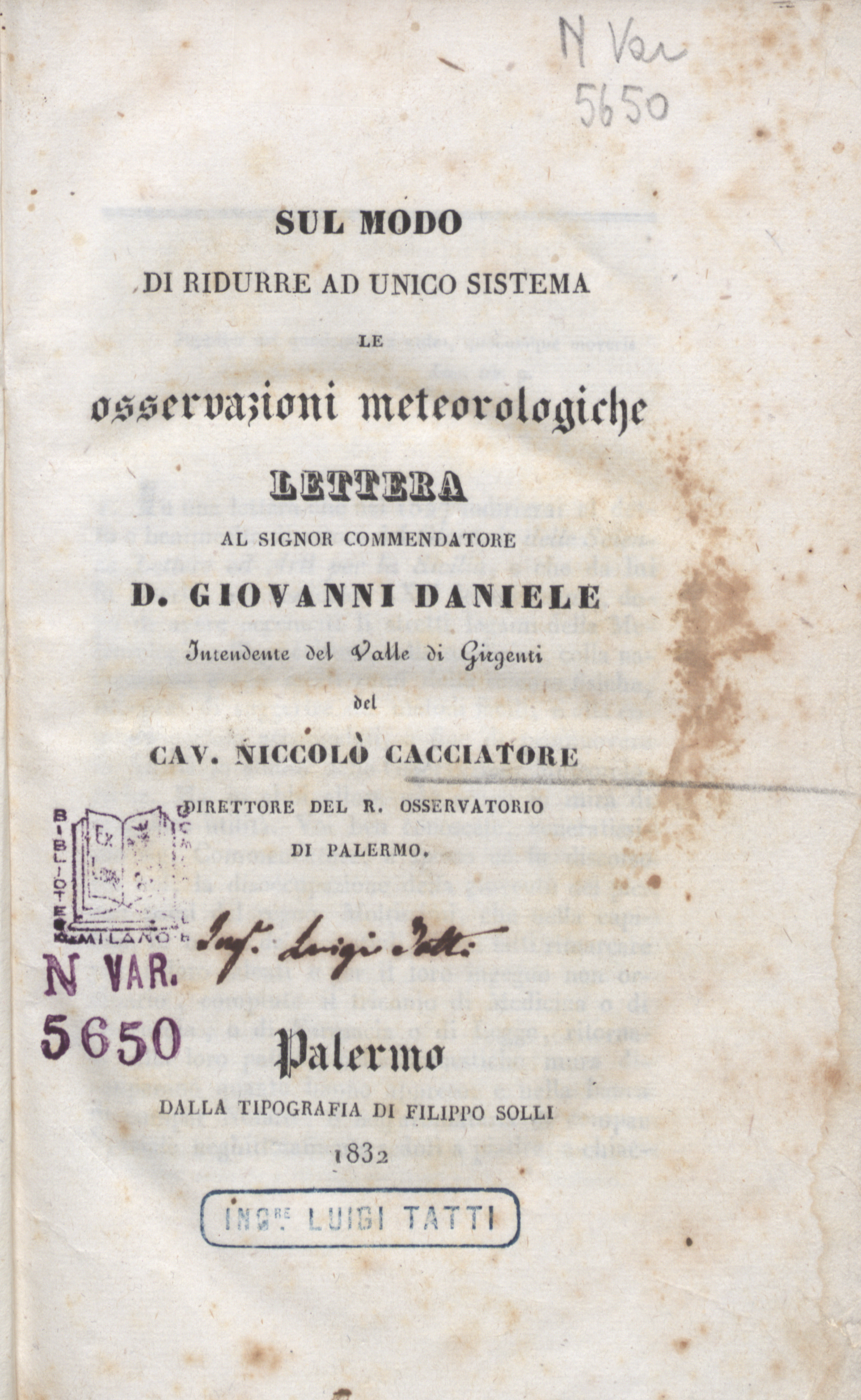
Sul modo di ridurre ad unico sistema le osservazioni meteorologiche (1832)

Destinato dai genitori alla carriera ecclesiastica, Cacciatore studiò matematica e fisica a Palermo, dove Giuseppe Piazzi, a capo Osservatorio Astronomico di Palermo, lo incoraggiò a frequentare la Specola, dove cominciò a lavorare come assistente nel 1800. La carriera di Cacciatore culminò nel 1817, quando succedette a Piazzi (che nel frattempo era stato nominato direttore generale degli Osservatori di Napoli e Palermo) come direttore dell'Osservatorio astronomico di Palermo.
Come astronomo, Cacciatore è ricordato per aver collaborato con Piazzi alla compilazione dei due cataloghi stellari pubblicati dall'Osservatorio di Palermo nel 1803 e nel 1814; dopo la pubblicazione dell'opera del 1814, il reverendo inglese Thomas Webb scoprì che i nomi di due stelle della costellazione del Delfino elencate per la prima volta con un nome proprio nel catalogo del 1814, Sualocin e Rotanev, non erano altro che, a lettere invertite, il nome latinizzato di Niccolò Cacciatore, Nicolaus Venator. Fu membro della Royal Society.
Il 19 marzo 1826, Cacciatore scoprì l'ammasso globulare NGC 6541, che venne più tardi scoperto indipendentemente dall'astronomo scozzese James Dunlop, che conduceva le sue osservazioni in Australia.
Alla morte di Niccolò Cacciatore nel 1841, il suo secondogenito Gaetano, fu nominato direttore dell'Osservatorio.

## Opere
- Della cometa apparsa in settembre del 1807 — Osservazioni, e risultati, 1808
- Della cometa apparsa in luglio del 1819 — Osservazioni e risultati, 1819
- Sul modo di ridurre ad unico sistema le osservazioni meteorologiche, Palermo, dalla Tipografia di Filippo Solli, 1832.